# Kleininzemoos

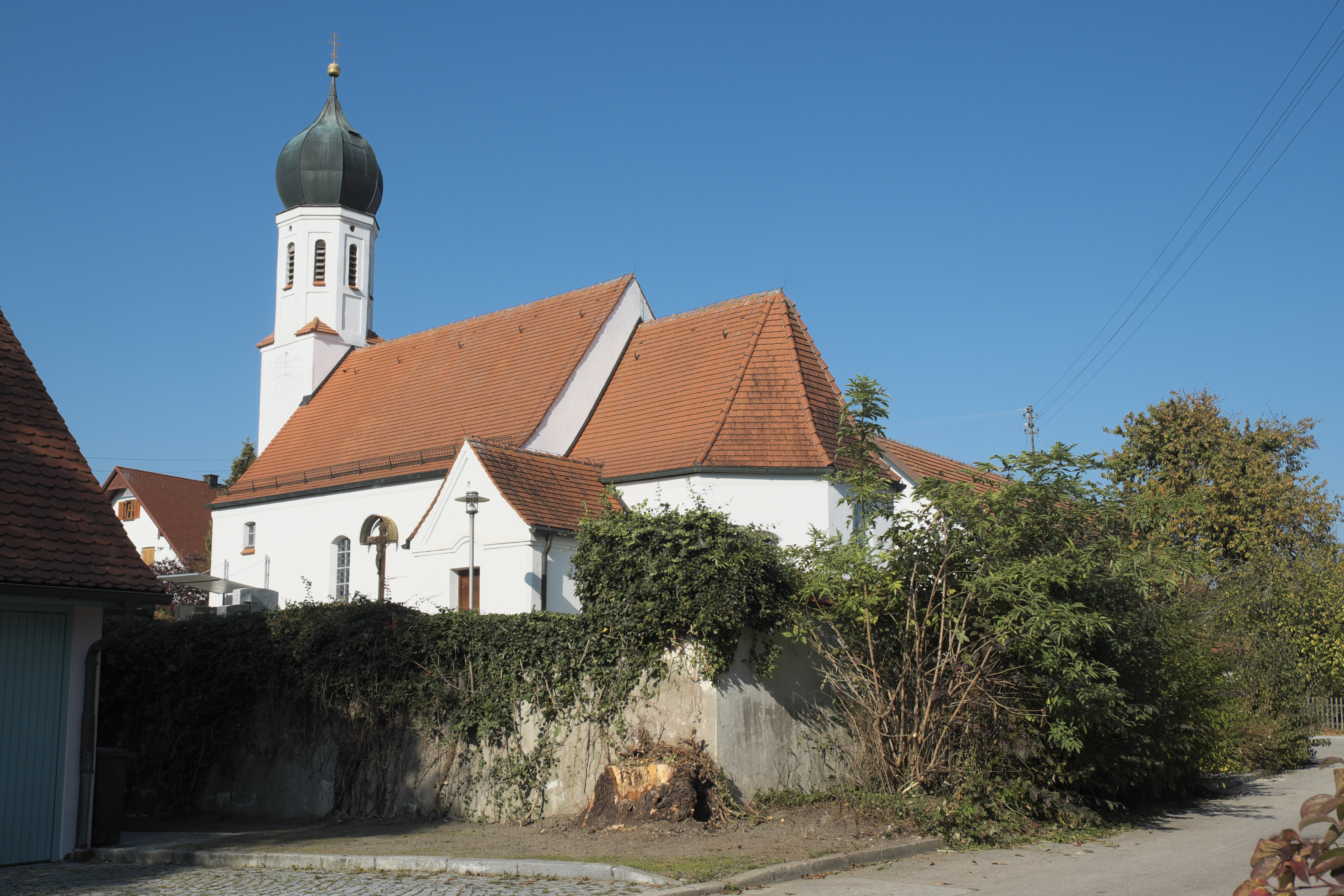
Kirche St. Margareth

Kleininzemoos ist ein Ortsteil der Gemeinde Röhrmoos im oberbayerischen Landkreis Dachau.

## Lage
Das Kirchdorf liegt nordwestlich des Kernortes Röhrmoos an der Kreisstraße DAH 3. Westlich verläuft die Staatsstraße 2050.

## Einwohner und Gemeinde
Bei der Volkszählung 1871 hatte das Kirchdorf 33 Einwohner, 1925 waren es 36 und 1950 stieg sie auf 86. Nach der Gemeindeteiledatei zählte der Ort 18 Einwohner bei der Volkszählung 1987. Der Ort gehörte bereits vor der Gebietsreform in Bayern zur Gemeinde Röhrmoos.

## Sehenswürdigkeiten
In der Liste der Baudenkmäler in Kleininzemoos sind für das Dorf drei Baudenkmäler aufgeführt:
- Die im Kern spätgotische katholische Filialkirche St. Margareth ist einschiffig mit eingezogenem, dreiseitig geschlossenem Chor. In der 2. Hälfte des 17. Jahrhunderts wurde sie erweitert und umgestaltet. Der Westturm ist mit Oktogon und Zwiebelhaube ausgestattet.
- Das Taubenhaus (St.-Margareth-Straße 4, im Hof) stammt aus dem 19./20. Jahrhundert.
- Das Wegkreuz (St.-Margareth-Straße 4) aus der zweiten Hälfte des 19. Jahrhunderts befindet sich am nordwestlichen Ortsrand.